# Ewen Montagu
Ewen Edward Samuel Montagu (ur. 29 marca 1901 w Londynie, zm. 19 lipca 1985 tamże) – brytyjski sędzia, pisarz i oficer wywiadu.
Urodził się jako drugi syn prominentnego szlachcica Louisa Samuela Montagu, 2. Barona Swaythling. Uczył się w Westminster School. W czasie I wojny światowej został instruktorem obsługi karabinu maszynowego w amerykańskiej bazie lotnictwa marynarki wojennej (US Naval Air Station). Po zakończeniu wojny studiował w Trinity College na Uniwersytecie Cambridge i na Uniwersytecie Harvarda.
W czasie II wojny światowej służył w oddziale wywiadu marynarki wojennej Brytyjskiej Admiralicji, gdzie był m.in. twórcą akcji pod kryptonimem „Mincemeat” – planu wywiadu brytyjskiego, mającego na celu oszukanie państw Osi (Berlin – Rzym – Tokio) i wmówienie im, że planowana inwazja na Sycylię jest prowokacją aliantów (w rzeczywistości miała nastąpić naprawdę). Za rolę w opracowaniu operacji otrzymał Order Imperium Brytyjskiego.
W latach 1945–1973 był prokuratorem wojskowym w marynarce floty brytyjskiej. Opublikował wspomnienie – dokument, dotyczące operacji „Mincemeat” pt. Człowiek, którego nie było (The man who never was 1953), na podstawie którego w 1956 r. powstał film fabularny o tym samym tytule (reż. Ronald Neame). Był w latach 1954–1962 prezesem Zjednoczonej Synagogi w Londynie i wiceprezesem Stowarzyszenia Anglo-Żydowskiego.

## Twórczość
- The man who never was (1953; przekład polski: Człowiek którego nie było, tłum. Lucjan Wolanowski; Wyd. MON, Warszawa 1958; książkę wznowiono w 2006 r., w połączeniu z opowiadaniem Duffa Coopera pt. Operacja „Złamane serce”, dotyczącym tego samego wydarzenia – Wydawnictwo „Bellona” 2006, ISBN 83-11-10339-9, tłum. Monika Wyrwas-Wiśniewska)
- The Archer-Shee Case (David & Charles 1974, ISBN 0-7153-6774-9)
- Beyond Top Secret Ultra (Coward, McCann & Geoghegan, New York 1978, ISBN 0-698-10882-5)